# 米爾普克區
6°28′01″S 77°22′59″W / 6.46694°S 77.38306°W
米爾普克區（西班牙語：Distrito de Mílpuc），是秘魯的一個區，位於該國北部亞馬遜大區的羅德里格斯德門多薩省，始建於1932年10月31日，面積26.8平方公里，海拔高度1,552米，2005年人口726，人口密度每平方公里27人。